# Spada
Spada is een plaats en voormalige gemeente in het kanton Étain in het Franse departement Meuse in de regio Grand Est.

## Geschiedenis
Op 1 januari 1973 gingen Deuxnouds-aux-Bois, Lavignéville en Spada in de de gemeente Lamorville. De voormalige gemeentes kregen de status van commune associée.

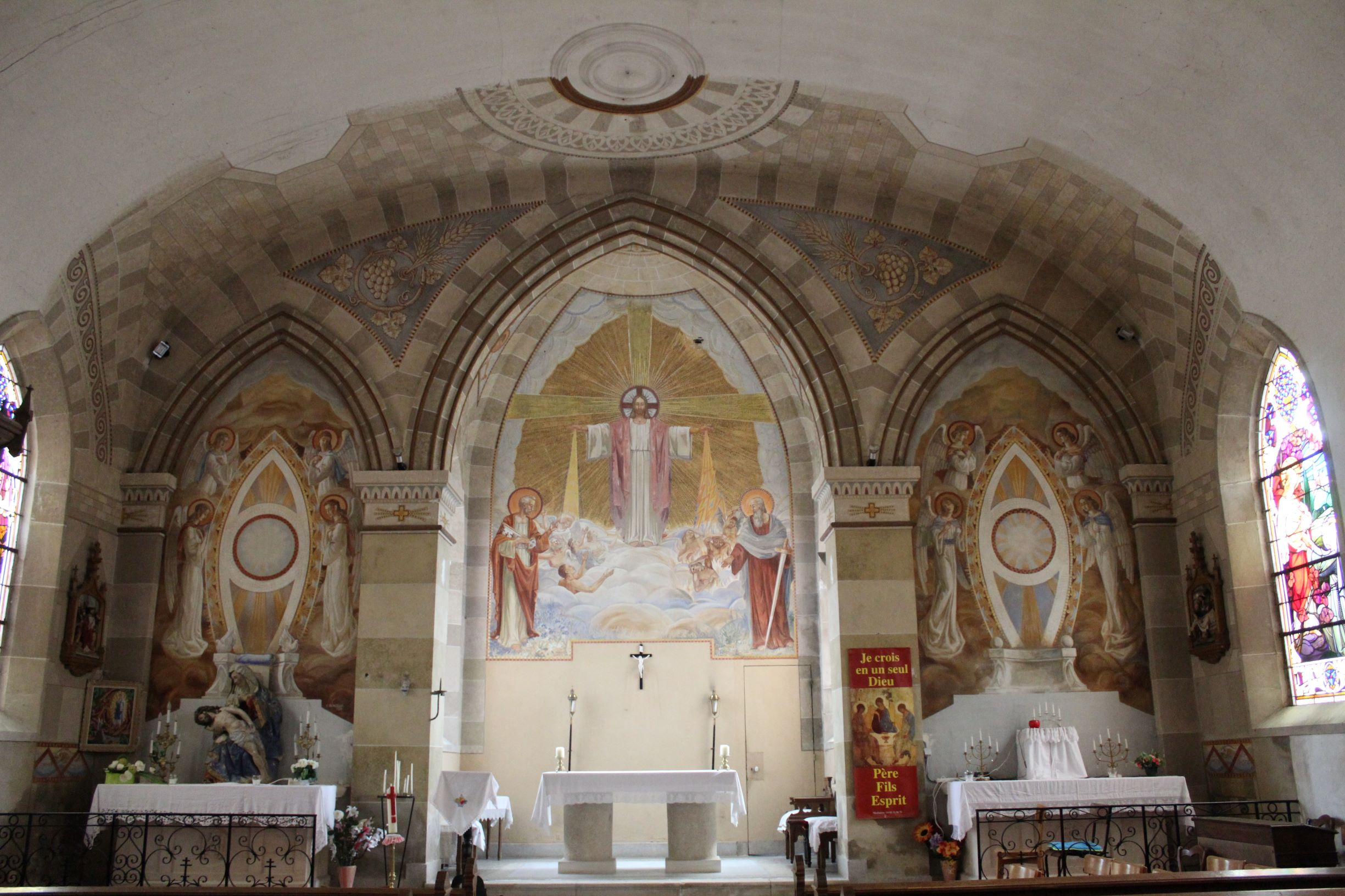
Interieus van de kerk van Spada

Deuxnouds-aux-Bois · Lamorville · Lavignéville · Spada